# Hoogstade
Hoogstade is een landelijk dorpje in de Belgische provincie West-Vlaanderen. Sinds 1971 is het een deelgemeente van Alveringem. Hoogstade kwam in het nieuws in 1974 toen de kerk werd verwoest door een brand. Eind 2008 telde Hoogstade 371 inwoners.

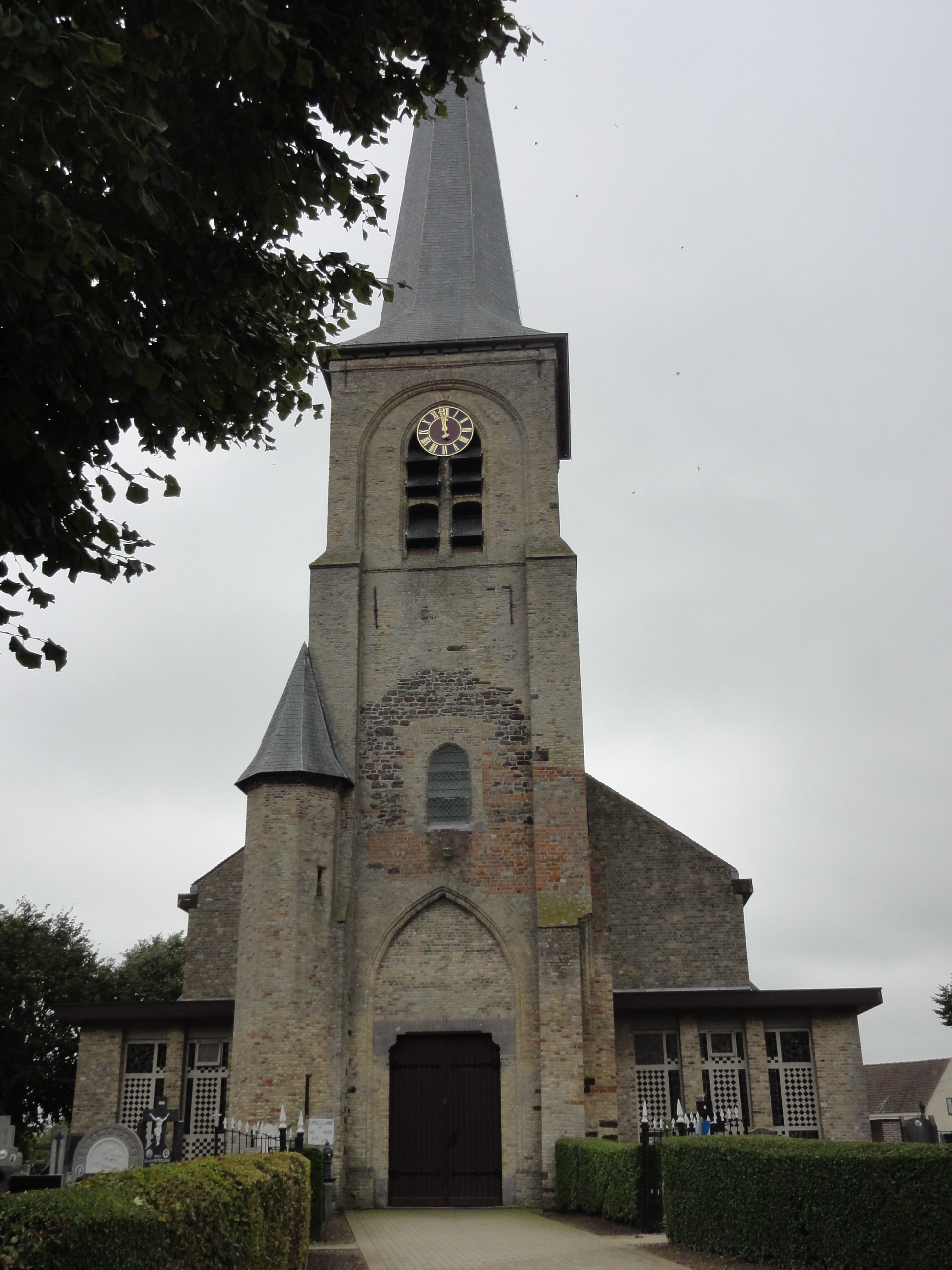
Sint-Lambertuskerk

## Geschiedenis
Hoogstade werd voor het eerst vermeld in 859 als Hostede. Hoogstade was een heerlijkheid welke achtereenvolgens in bezit was van de families Van Hoogstade (1205, 1220) en later Van (der) Linde (15e en 16e eeuw). In 1578 vond de eerste gewapende bijeenkomst plaats van protestanten in Veurne-Ambacht. Dit was te Colaertshille, een plaats waar tegenwoordig een boerderij naar is vernoemd. In de Franse tijd (einde 18e eeuw) werd Hoogstade verwoest. Tijdens de Eerste Wereldoorlog werd het dorp grotendeels gespaard, terwijl het Rustoord Clep in 1915 werd ingericht als Belgisch militair hospitaal.
Hoogstade was tot 1971 een zelfstandige gemeente. Toen werd het opgenomen in Alveringem, dat op zijn beurt in 1976 nog werd uitgebreid met meerdere randgemeenten.

## Demografische ontwikkeling
- Bronnen:NIS, Opm:1831 tot en met 1970=volkstellingen

## Bezienswaardigheden
- Sint-Lambertuskerk
- Belgische militaire begraafplaats van Hoogstade
- Rustoord Clep
- Het Klein Kasteeltje, aan Hoogstadestraat 64, is de resterende vleugel van het 18e-eeuwse Kasteel van Montigny, een in classicistische stijl gebouwd landhuis. Het bouwwerk is omgracht.

## Natuur en landschap
De deelgemeente ligt op een hoogte die varieert van 4 tot 15 meter. In het zuiden wordt Hoogstade begrensd door de IJzer, en hier liggen de Broeken, welke behoren tot de Oudlandpolders van Veurne.

## Politiek
Hoogstade had een eigen gemeentebestuur en burgemeester tot de gemeentelijke fusie van 1971. Burgemeesters waren:
- 1830-1848 : Joannes Baptiste Feys
- 1848-1877 : Augustinus Désiré Beesau
- 1877-1879 : Petrus Jacobus Rooryck
- 1880-1884 : Jacobus Ludovicus Rolo
- 1885-1908 : Renatus Godefridus Vanlerberghe
- 1909-1917 : Honoré August Proot
- 1918-1924 : Seraphinus (Augustinus) Feys
- 1925-1957 : Camillus Cornelius Duron
- 1957-1958 : Florent Huyghe
- 1959-1970 : August Marcel Senesael

## Nabijgelegen kernen
Gijverinkhove, Oostvleteren, Pollinkhove, Sint-Rijkers, Izenberge
Deelgemeenten: Alveringem · Beveren aan de IJzer · Gijverinkhove · Hoogstade · Izenberge · Leisele · Oeren · Sint-Rijkers · Stavele

Belgische gemeenten · Arrondissement Veurne · West-Vlaanderen · Vlaanderen